# White Pepper
White Pepper är det amerikanska rockbandet Weens sjunde studioalbum, släppt den 2 maj 2000. Två singlar släpptes från albumet, "Even If You Don't" och "Stay Forever". Det blev bandets sista album som släpptes genom skivbolaget Elektra Records. Titeln White Pepper är en hyllning till the Beatles, eftersom den kombinerar namnen från Beatles albumen Sgt. Peppers Lonely Hearts Club Band och the White Album.
AllMusic kritikern Stephen Thomas Erlewine gav albumet 4 av 5 i betyg, och tyckte att det var deras mest lättlyssnade skiva. Han tyckte också att albumet blir bättre ju mer man spelar den, som Weens tidigare album. The Guardian kritikern Tom Cox gav också albumet 4 av 5 i betyg, och tyckte att bandet gjorde mer seriös musik än tidigare på White Pepper. Pitchfork kritikern Matt LeMay gav albumet 8.0 av 10 i betyg, och tyckte att några få låtar på albumet liknade the Beatles.

## Låtlista
Alla låtar skrevs av Ween.
1. "Exactly Where I'm At" - 4:31
2. "Flutes of Chi" - 3:30
3. "Even If You Don't" - 3:25
4. "Bananas and Blow" - 3:34
5. "Stroker Ace" - 2:08
6. "Ice Castles" (instrumental) - 2:05
7. "Back to Basom" — 3:46
8. "The Grobe" - 3:32
9. "Pandy Fackler" - 3:57
10. "Stay Forever" - 3:32
11. "Falling Out" - 2:28
12. "She's Your Baby" - 3:00

Bonuslåt på Japansk version
13. "Who Dat?" - 2:21